# Daniel Pedrosa
Pour les articles homonymes, voir Pedrosa.
Daniel « Dani » Pedrosa, né le 29 septembre 1985 à Sabadell (Espagne), province de Barcelone, est un pilote de vitesse moto espagnol. Il est champion du monde 125 cm3, double champion du monde 250 cm3 et court en MotoGP depuis 2006.
Depuis 2019, il est pilote test pour l'équipe KTM Factory Racing.

## Biographie
Arrivé à seize ans en 2001 dans la catégorie 125 cm3 du championnat du monde de vitesse, il monte sur ses premiers podiums avant de remporter l'année suivante ses trois premières victoires en championnat du monde de vitesse.
En 2003, il est sacré champion du monde de vitesse 125 cm3 après quatre victoires. En 2004, il passe dans la catégorie 250 cm3 et décroche le titre mondial, grâce à sept victoires qui ne laissent aucune chance à ses rivaux Sebastian Porto, Randy De Puniet ou Toni Elias. Il devient, à 19 ans et 18 jours, le plus jeune pilote à remporter le titre 250 cm3.
Il est à nouveau champion du monde 250 cm3 en 2005 après huit victoires. Au cours de cette saison, il devient le premier pilote à remporter 18 courses avant l'âge de 20 ans lors de son succès au Grand Prix d'Italie, battant le record précédemment détenu par Valentino Rossi.
Pour la saison 2006, il intègre l'écurie officielle Honda en catégorie MotoGP avec Nicky Hayden pour coéquipier. Il arrive deuxième lors de la première course de la saison, puis remporte le Grand Prix de Chine et le Grand Prix de Grande-Bretagne. Mais dans l'avant-dernier Grand Prix de la saison 2006, sur le circuit d'Estoril, il percute Nicky Hayden, alors leader du championnat, causant l'abandon des deux pilotes Honda Repsol et faisant perdre la tête du championnat à l'Américain. Ce dernier remportera tout de même le titre de champion du monde lors de l'épreuve suivante où Dani Pedrosa termine quatrième de la course, et cinquième du championnat.
En 2007, il remporte le Grand Prix d'Allemagne puis l'ultime épreuve du championnat, ce qui lui offre, pour un point, la place de vice-champion du monde 2007 devant Valentino Rossi.
En 2008, il termine troisième du premier Grand Prix puis remporte la deuxième épreuve de la saison, prenant ainsi la tête du championnat du monde. Puis, il arrive deuxième au Portugal ainsi qu'au en Chine où son rival Valentino Rossi remporte le Grand Prix. En France, au Mans, Dani manque le podium de peu et se fait ainsi distancer par Rossi au championnat du monde. Nonobstant, il reprend des points à celui-ci en remportant avec une avance incroyable le Grand Prix de Catalogne sur le circuit de Montmelo. Au Grand Prix d'Allemagne, parti en tête comme il sait si bien le faire, Pedrosa chute après quelques tours et abandonne. Blessé à la main, au poignet et à la cheville, il ne participe pas au Grand Prix des États-Unis. Il termine ensuite quinzième en République tchèque, quatrième à Saint-Marin, huitième à Indianapolis, puis termine sur le podium à trois reprises (Japon, Malaisie, Valence) et termine troisième du championnat.

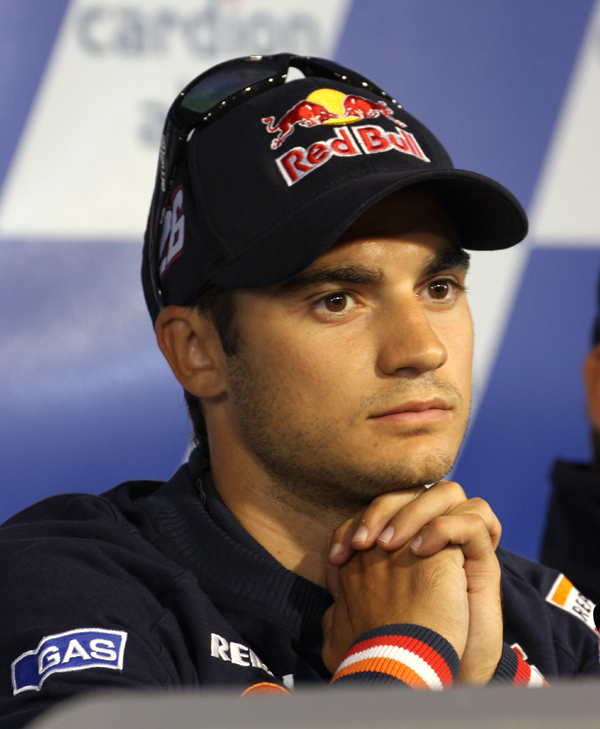
1. DP26 Brno 2011.

Lors de la saison 2009, il remporte le Grand Prix des États-Unis sur le circuit de Laguna Seca ainsi que le Grand Prix de la Communauté valencienne et termine au troisième rang du championnat. Il décroche quatre victoires en 2010 (Italie, Allemagne, Indianapolis et Saint-Marin) et termine une nouvelle fois au rang de vice-champion du monde, derrière son compatriote Jorge Lorenzo. Il prolonge son contrat avec Honda pour deux saisons, s'assurant de disputer la dernière saison des 800 cm3 et la première du nouveau règlement qui fixe un retour des 1 000 cm3 pour 2012.
Souvent blessé, Dani Pedrosa souffre des conséquences de ses accidents. À l'automne 2010, il se fracture la clavicule gauche au Grand Prix du Japon. S'il revient rapidement à la compétition, il souffre encore des suites de cette blessure lorsque la saison 2011 débute. Une nouvelle opération est nécessaire pour ôter la pression exercée sur les nerfs de son bras. Il commence à aller mieux et remporte le Grand Prix du Portugal, mais il chute à nouveau sur la course suivante, le Grand Prix de France, et se fracture cette fois la clavicule droite.
De retour au Mugello, Dani signe six podiums en l'espace de sept courses pendant l'été et s'impose au Sachsenring et à Motegi. Il termine au quatrième rang du championnat.
À l'issue de la première course 2015 au Qatar, il annonce qu'il se retire du championnat par suite d'un syndrome des loges persistant depuis un an. Le 2 avril, le HRC annonce que ce sera Hiroshi Aoyama qui pilotera sa machine à partir de la seconde course du championnat. Après une opération réussie, Dani Pedrosa est de retour pour le Grand Prix de France du 17 mai.
Le 11 septembre 2016, il remporte le Grand Prix de Saint-Marin, à Misano, après avoir notamment dépassé Valentino Rossi.
Le 5 juin 2018, il annonce qu'il quittera le HRC à la fin de saison 2018.
Dani Pedrosa a désormais rejoint l'équipe KTM Red Bull en MotoGP et est le pilote test de la marque. Il est le développeur de la moto de Brad Binder et Jack Miller.

## Palmarès
(Mise à jour après le Grand Prix moto solidaire de Barcelone 2024)
- 21 saisons (3 en 125 cm3 / 2 en 250 cm3 et 16 en MotoGP)
- 3 titres de champion du monde (1 en 125 cm3 en 2003 / 2 en 250 cm3 en 2004 et 2005).
- Vice-champion du monde MotoGP en 2007, 2010 et 2012
- 3e place au championnat en 2002, 2008, 2009 et 2013
- 298 départs
- 138 départs de la première ligne
- 54 victoires (31 en MotoGP / 15 en 250 cm3 / 8 en 125 cm3).
- 52 deuxième place (40 en MotoGP / 8 en 250 cm3 / 4 en 125 cm3).
- 47 troisième place (41 en MotoGP / 1 en 250 cm3 / 5 en 125 cm3).
- 49 poles (31 en MotoGP / 9 en 250 cm3 / 9 en 125 cm3).
- 19 victoires depuis la pole position (9 en MotoGP / 7 en 250 cm3 / 3 en 125 cm3).
- 153 podiums (112 en MotoGP / 24 en 250 cm3 / 17 en 125 cm3).
- 64 meilleurs tours en course (44 en MotoGP / 15 en 250 cm3 / 5 en 125 cm3).
- Nombre de points gagnés en championnat du monde : 4 207 (3 015 en MotoGP / 626 en 250 cm3 / 566 en 125 cm3).

### Victoires en 125 cm3: 8
| Année | Lieu du Grand Prix                           | Circuit                         | Ville     |
| ----- | -------------------------------------------- | ------------------------------- | --------- |
| 2002  | Grand Prix moto des Pays-Bas                 | Circuit d'Assen                 | Assen     |
| 2002  | Grand Prix moto du Pacifique                 | Twin Ring Motegi                | Motegi    |
| 2002  | Grand Prix moto de la Communauté valencienne | Circuit de Valence              | Valence   |
| 2003  | Grand Prix moto d'Afrique du Sud             | Phakisa Freeway                 | Welkom    |
| 2003  | Grand Prix moto de France                    | Circuit Bugatti                 | Le Mans   |
| 2003  | Grand Prix moto de Catalogne                 | Circuit de Catalogne            | Barcelone |
| 2003  | Grand Prix moto de République tchèque        | Circuit de Masaryk              | Brno      |
| 2003  | Grand Prix moto de Malaisie                  | Circuit international de Sepang | Sepang    |

### Victoires en 250 cm3: 15
| Année | Lieu du Grand Prix                           | Circuit                         | Ville                |
| ----- | -------------------------------------------- | ------------------------------- | -------------------- |
| 2004  | Grand Prix moto d'Afrique du Sud             | Phakisa Freeway                 | Welkom               |
| 2004  | Grand Prix moto de France                    | Circuit Bugatti                 | Le Mans              |
| 2004  | Grand Prix moto d'Allemagne                  | Sachsenring                     | Hohenstein-Ernstthal |
| 2004  | Grand Prix moto de Grande-Bretagne           | Donington Park                  | Castle Donington     |
| 2004  | Grand Prix moto du Japon                     | Circuit de Motegi               | Motegi               |
| 2004  | Grand Prix moto de Malaisie                  | Circuit international de Sepang | Sepang               |
| 2004  | Grand Prix moto de la Communauté valencienne | Circuit de Valence              | Valence              |
| 2005  | Grand Prix moto d'Espagne                    | Circuit permanent de Jerez      | Jerez de la Frontera |
| 2005  | Grand Prix moto de France                    | Circuit Bugatti                 | Le Mans              |
| 2005  | Grand Prix moto d'Italie                     | Circuit du Mugello              | Florence             |
| 2005  | Grand Prix moto de Catalogne                 | Circuit de Catalogne            | Barcelone            |
| 2005  | Grand Prix moto d'Allemagne                  | Sachsenring                     | Hohenstein-Ernstthal |
| 2005  | Grand Prix moto de République tchèque        | Circuit de Masaryk              | Brno                 |
| 2005  | Grand Prix moto d'Australie                  | Circuit de Phillip Island       | Phillip Island       |
| 2005  | Grand Prix moto de la Communauté valencienne | Circuit de Valence              | Valence              |

### Victoires en MotoGP: 31
| Année | Lieu du Gand Prix                            | Circuit                               | Ville                |
| ----- | -------------------------------------------- | ------------------------------------- | -------------------- |
| 2006  | Grand Prix moto de Chine                     | Circuit international de Shanghai     | Shanghai             |
| 2006  | Grand Prix moto de Grande-Bretagne           | Donington Park                        | Castle Donington     |
| 2007  | Grand Prix moto d'Allemagne                  | Sachsenring                           | Hohenstein-Ernstthal |
| 2007  | Grand Prix moto de la Communauté valencienne | Circuit de Valence                    | Valence              |
| 2008  | Grand Prix moto d'Espagne                    | Circuit permanent de Jerez            | Jerez de la Frontera |
| 2008  | Grand Prix moto de Catalogne                 | Circuit de Catalogne                  | Barcelone            |
| 2009  | Grand Prix moto des Amériques                | Circuit de Laguna Seca                | Monterey             |
| 2009  | Grand Prix moto de la Communauté valencienne | Circuit de Valence                    | Valence              |
| 2010  | Grand Prix moto d'Italie                     | Circuit du Mugello                    | Florence             |
| 2010  | Grand Prix moto d'Allemagne                  | Sachsenring                           | Hohenstein-Ernstthal |
| 2010  | Grand Prix moto d'Indianapolis               | Indianapolis Motor Speedway           | Speedway             |
| 2010  | Grand Prix moto de Saint-Marin               | Misano World Circuit Marco Simoncelli | Misano Adriatico     |
| 2011  | Grand Prix moto du Portugal                  | Circuit d'Estoril                     | Estoril              |
| 2011  | Grand Prix moto d'Allemagne                  | Sachsenring                           | Hohenstein-Ernstthal |
| 2011  | Grand Prix moto du Japon                     | Circuit de Motegi                     | Motegi               |
| 2012  | Grand Prix moto d'Allemagne                  | Sachsenring                           | Hohenstein-Ernstthal |
| 2012  | Grand Prix moto d'Indianapolis               | Indianapolis Motor Speedway           | Speedway             |
| 2012  | Grand Prix moto de République tchèque        | Circuit de Masaryk                    | Brno                 |
| 2012  | Grand Prix moto d'Aragon                     | Circuit Motorland Aragon              | Alcañiz              |
| 2012  | Grand Prix moto du Japon                     | Circuit de Motegi                     | Motegi               |
| 2012  | Grand Prix moto de Malaisie                  | Circuit international de Sepang       | Sepang               |
| 2012  | Grand Prix moto de la Communauté valencienne | Circuit de Valence                    | Valence              |
| 2013  | Grand Prix moto d'Espagne                    | Circuit permanent de Jerez            | Jerez de la Frontera |
| 2013  | Grand Prix moto de France                    | Circuit Bugatti                       | Le Mans              |
| 2013  | Grand Prix moto de Malaisie                  | Circuit international de Sepang       | Sepang               |
| 2014  | Grand Prix moto de République tchèque        | Circuit de Masaryk                    | Brno                 |
| 2015  | Grand Prix moto du Japon                     | Circuit de Motegi                     | Motegi               |
| 2015  | Grand Prix moto de Malaisie                  | Circuit international de Sepang       | Sepang               |
| 2016  | Grand Prix moto de Saint-Marin               | Misano World Circuit Marco Simoncelli | Misano Adriatico     |
| 2017  | Grand Prix moto d'Espagne                    | Circuit permanent de Jerez            | Jerez de la Frontera |
| 2017  | Grand Prix moto de la Communauté valencienne | Circuit de Valence                    | Valence              |

## Statistiques

### Par années
(Mise à jour après le Grand Prix moto solidaire de Barcelone 2024)
| Saison | Cat.    | Moto          | Course | Vict. | Pod. | Poles | MTC | Pts  | Class. | Titre |
| ------ | ------- | ------------- | ------ | ----- | ---- | ----- | --- | ---- | ------ | ----- |
| 2001   | 125 cm3 | Honda RS125R  | 16     | 0     | 2    | 0     | 0   | 100  | 8e     | -     |
| 2002   | 125 cm3 | Honda RS125R  | 16     | 3     | 9    | 6     | 2   | 243  | 3e     | -     |
| 2003   | 125 cm3 | Honda RS125R  | 14     | 5     | 6    | 3     | 3   | 223  | 1er    | 1     |
| 2004   | 250 cm3 | Honda RS250RW | 16     | 7     | 13   | 4     | 8   | 317  | 1er    | 1     |
| 2005   | 250 cm3 | Honda RS250RW | 16     | 8     | 11   | 5     | 7   | 309  | 1er    | 1     |
| 2006   | MotoGP  | Honda RC211V  | 17     | 2     | 8    | 4     | 4   | 215  | 5e     | -     |
| 2007   | MotoGP  | Honda RC212V  | 18     | 2     | 8    | 5     | 3   | 242  | 2e     | -     |
| 2008   | MotoGP  | Honda RC212V  | 17     | 2     | 11   | 2     | 2   | 249  | 3e     | -     |
| 2009   | MotoGP  | Honda RC212V  | 17     | 2     | 11   | 2     | 5   | 234  | 3e     | -     |
| 2010   | MotoGP  | Honda RC212V  | 15     | 4     | 9    | 4     | 8   | 245  | 2e     | -     |
| 2011   | MotoGP  | Honda RC212V  | 14     | 3     | 9    | 2     | 4   | 207  | 4e     | -     |
| 2012   | MotoGP  | Honda RC213V  | 18     | 7     | 15   | 5     | 9   | 332  | 2e     | -     |
| 2013   | MotoGP  | Honda RC213V  | 17     | 3     | 13   | 2     | 4   | 300  | 3e     | -     |
| 2014   | MotoGP  | Honda RC213V  | 18     | 1     | 10   | 1     | 2   | 246  | 4e     | -     |
| 2015   | MotoGP  | Honda RC213V  | 15     | 2     | 6    | 1     | 0   | 206  | 4e     | -     |
| 2016   | MotoGP  | Honda RC213V  | 11     | 1     | 3    | 0     | 1   | 155  | 6e     | -     |
| 2017   | MotoGP  | Honda RC213V  | 18     | 2     | 9    | 3     | 2   | 210  | 4e     | -     |
| 2018   | MotoGP  | Honda RC213V  | 18     | 0     | 0    | 0     | 0   | 117  | 11e    | -     |
| 2021   | MotoGP  | KTM RC16      | 1      | 0     | 0    | 0     | 0   | 6    | 25e    | -     |
| 2023   | MotoGP  | KTM RC16      | 2      | 0     | 0    | 0     | 0   | 32   | 21e    | -     |
| 2024   | MotoGP  | KTM RC16      | 1      | 0     | 0    | 0     | 0   | 7    | 23e    | -     |
| Total  |         |               | 298    | 54    | 153  | 49    | 64  | 4207 |        | 3     |

- Saison en cours

### Par catégorie
(Mise à jour après Grand Prix moto solidaire de Barcelone 2024)
| Cat.    | Année                      | 1er GP   | 1er Podium | 1re Victoire | Courses | Victoires | Podiums | Poles | MTC | Points | Titres |
| ------- | -------------------------- | -------- | ---------- | ------------ | ------- | --------- | ------- | ----- | --- | ------ | ------ |
| 125 cm3 | 2001-2003                  | JAP 2001 | VAL 2001   | P-B 2002     | 46      | 8         | 17      | 9     | 5   | 566    | 1      |
| 250 cm3 | 2004-2005                  | AFS 2004 | AFS 2004   | AFS 2004     | 32      | 15        | 24      | 9     | 15  | 626    | 2      |
| MotoGP  | 2006-2018, 2021, 2023-2024 | ESP 2006 | ESP 2006   | CHN 2006     | 220     | 31        | 112     | 31    | 44  | 3015   | 0      |
| Total   | 2001-2018, 2021, 2023-2024 |          |            |              | 298     | 54        | 153     | 49    | 64  | 4207   | 3      |

## Résultats détaillés
(Mise à jour après le Grand Prix moto solidaire de Barcelone 2024) 
| Année | Cat.    | Moto  | 1      | 2       | 3       | 4        | 5       | 6       | 7       | 8       | 9       | 10      | 11      | 12      | 13      | 14      | 15      | 16      | 17      | 18      | 19    | 20  | Classement | Points |
| ----- | ------- | ----- | ------ | ------- | ------- | -------- | ------- | ------- | ------- | ------- | ------- | ------- | ------- | ------- | ------- | ------- | ------- | ------- | ------- | ------- | ----- | --- | ---------- | ------ |
| 2001  | 125 cm3 | Honda | JPN 18 | RSA 13  | SPA 10  | FRA 17   | ITA 23  | CAT 7   | NED Ab. | GBR 12  | GER 11  | CZE 8   | POR 5   | VAL 3   | PAC 3   | AUS 7   | MAL 4   | RIO Ab. |         |         |       |     | 8e         | 100    |
| 2002  | 125 cm3 | Honda | JPN 8  | RSA 3   | SPA 4   | FRA 3    | ITA 4   | CAT 2   | NED 1   | GBR 2   | GER 7   | CZE 2   | POR 10  | RIO Ab. | PAC 1   | MAL 3   | AUS 5   | VAL 1   |         |         |       |     | 3e         | 243    |
| 2003  | 125 cm3 | Honda | JPN 8  | RSA 1   | SPA 4   | FRA 1    | ITA 2   | CAT 1   | NED 8   | GBR Ab. | GER 4   | CZE 1   | POR 4   | RIO 4   | PAC 6   | MAL 1   | AUS     | VAL     |         |         |       |     | 1er        | 223    |
| 2004  | 250 cm3 | Honda | RSA 1  | SPA Ab. | FRA 1   | ITA 2    | CAT 2   | NED 2   | RIO 2   | GER 1   | GBR 1   | CZE 3   | POR 4   | JPN 1   | QAT 2   | MAL 1   | AUS 4   | VAL 1   |         |         |       |     | 1er        | 317    |
| 2005  | 250 cm3 | Honda | SPA 1  | POR 4   | CHN 6   | FRA 1    | ITA 1   | CAT 1   | NED 2   | GBR 4   | GER 1   | CZE 1   | JPN 2   | MAL Ab. | QAT 4   | AUS 1   | TUR 2   | VAL 1   |         |         |       |     | 1er        | 309    |
| 2006  | MotoGP  | Honda | SPA 2  | QAT 6   | TUR 14  | CHN 1    | FRA 3   | ITA 4   | CAT Ab. | NED 3   | GBR 1   | GER 4   | USA 2   | CZE 3   | MAL 3   | AUS 15  | JPN 7   | POR Ret | VAL 4   |         |       |     | 5e         | 215    |
| 2007  | MotoGP  | Honda | QAT 3  | SPA 2   | TUR Ab. | CHN 4    | FRA 4   | ITA 2   | CAT 3   | GBR 8   | NED 4   | GER 1   | USA 5   | CZE 4   | RSM Ab. | POR 2   | JPN Ab. | AUS 4   | MAL 3   | VAL 1   |       |     | 2e         | 242    |
| 2008  | MotoGP  | Honda | QAT 3  | SPA 1   | POR 2   | CHN 2    | FRA 4   | ITA 3   | CAT 1   | GBR 3   | NED 2   | GER Ab. | USA     | CZE 15  | RSM 4   | IND 8   | JPN 3   | AUS Ab. | MAL 2   | VAL 2   |       |     | 3e         | 249    |
| 2009  | MotoGP  | Honda | QAT 11 | JPN 3   | SPA 2   | FRA 3    | ITA Ab. | CAT 6   | NED Ab. | USA 1   | GER 3   | GBR 9   | CZE 2   | IND 10  | RSM 3   | POR 3   | AUS 3   | MAL 2   | VAL 1   |         |       |     | 3e         | 234    |
| 2010  | MotoGP  | Honda | QAT 7  | SPA 2   | FRA 5   | ITA 1    | GBR 8   | NED 2   | CAT 2   | GER 1   | USA Ab. | CZE 2   | IND 1   | RSM 1   | ARA 2   | JPN DNS | MAL     | AUS DNS | POR 8   | VAL 7   |       |     | 2e         | 245    |
| 2011  | MotoGP  | Honda | QAT 3  | SPA 2   | POR 1   | FRA Ab.  | CAT     | GBR     | NED     | ITA 8   | GER 1   | USA 3   | CZE Ab. | IND 2   | RSM 2   | ARA 2   | JPN 1   | AUS 4   | MAL C   | VAL 5   |       |     | 4e         | 219    |
| 2012  | MotoGP  | Honda | QAT 2  | SPA 3   | POR 3   | FRA 4    | CAT 2   | GBR 3   | NED 2   | GER 1   | ITA 2   | USA 3   | IND 1   | CZE 1   | RSM Ab. | ARA 1   | JPN 1   | MAL 1   | AUS Ab. | VAL 1   |       |     | 2e         | 332    |
| 2013  | MotoGP  | Honda | QAT 4  | AME 2   | SPA 1   | FRA 1    | ITA 2   | CAT 2   | NED 4   | GER DNS | USA 5   | IND 2   | CZE 2   | GBR 3   | RSM 3   | ARA Ab. | MAL 1   | AUS 2   | JPN 3   | VAL 2   |       |     | 3e         | 300    |
| 2014  | MotoGP  | Honda | QAT 3  | AME 2   | ARG 2   | SPA 3    | FRA 5   | ITA 4   | CAT 3   | NED 2   | GER 2   | IND 4   | CZE 1   | GBR 4   | RSM 3   | ARA 14  | JPN 4   | AUS Ab. | MAL Ab. | VAL 3   |       |     | 4e         | 246    |
| 2015  | MotoGP  | Honda | QAT 6  | AME     | ARG     | SPA      | FRA 16  | ITA 4   | CAT 3   | NED 8   | GER 2   | IND 4   | CZE 5   | GBR 5   | RSM 9   | ARA 2   | JPN 1   | AUS 5   | MAL 1   | VAL 3   |       |     | 4e         | 206    |
| 2016  | MotoGP  | Honda | QAT 5  | ARG 3   | AME Ab. | SPA 4    | FRA 4   | ITA 4   | CAT 3   | NED 12  | GER 6   | AUT 7   | CZE 12  | GBR 5   | RSM 1   | ARA 6   | JAP DNS | AUS     | MAL     | VAL Ab. |       |     | 6e         | 155    |
| 2017  | MotoGP  | Honda | QAT 5  | ARG Ab. | AME 3   | SPA 1    | FRA 3   | ITA Ab. | CAT 3   | NED 13  | GER 3   | CZE 2   | AUT 3   | GBR 7   | RSM 14  | ARA 2   | JAP Ab. | AUS 12  | MAL 5   | VAL 1   |       |     | 4e         | 210    |
| 2018  | MotoGP  | Honda | QAT 7  | ARG Ab. | AME 7   | ESP Ab.  | FRA 5   | ITA Ab. | CAT 5   | NED 15  | ALL 8   | CZE 8   | AUT 7   | GBR C   | RSM 6   | ARA 5   | THA Ab. | JAP 8   | AUS Ab. | MAL 5   | VAL 5 |     | 11e        | 117    |
| 2021  | MotoGP  | KTM   | QAT    | DOA     | POR     | ESP      | FRA     | ITA     | CAT     | ALL     | NED     | STY 10  | AUT     | GBR     | ARA     | RSM     | AME     | EMR     | ALG     | VAL     |       |     | 25e        | 6      |
| 2023  | MotoGP  | KTM   | POR    | ARG     | AME     | ESP 76   | FRA     | ITA     | ALL     | NED     | GBR     | AUT     | CAT     | RSM 4   | IND     | JPN     | INA     | AUS     | THA     | MAL     | QAT   | VAL | 21e        | 32     |
| 2024  | MotoGP  | KTM   | QAT    | POR     | AME     | ESP Ab.3 | FRA     | CAT     | ITA     | NED     | ALL     | GBR     | AUT     | ARA     | RSM     | EMI     | INA     | JPN     | AUS     | THA     | MAL   | SOL | 24e        | 7      |

*Saison en cours